# Geukensia demissa
Geukensia demissa is een tweekleppigensoort uit de familie van de Mytilidae. De wetenschappelijke naam van de soort werd in 1817 voor het eerst geldig gepubliceerd door Dillwyn als Mytilus demissus.
De geribbelde schelpen van deze soort bereiken gewoonlijk een lengte van 10 cm en kunnen wel 13 cm groot zijn. De leeftijd kan worden bepaald door donkere jaarringen op de schelp te tellen. Deze mosselen worden doorgaans 10-15 jaar oud, maar hogere leeftijden zijn niet ongewoon.

## Verspreiding
Geukensia demissa komt van oorsprong voor in de zuidelijke Golf van St. Lawrence tot Palm Beach, Florida. Het werd in 1894 voor het eerst verzameld aan de westkust van Noord-Amerika in de Baai van San Francisco, Californië waar het werd geïntroduceerd met de invoer van oostelijke oester. Het geïntroduceerde assortiment strekt zich nu uit van Mexico tot Tomales Bay, Californië. Een geïntroduceerde populatie in Venezuela vereist verificatie als G. demissa en niet als de voorheen soortgenoot zuidelijke soort G. granossisima. Deze soort komt het meest voor in kwelderachtige leefomgevingen, maar is ook te vinden op rotsen, hout en andere harde substraten. Het heeft negatieve effecten gehad, waaronder mogelijke structurele effecten op moerasgeulen en dijken, in delen van het geïntroduceerde verspreidingsgebied.